# Boris Rieloff
Boris Alexis Rieloff Venegas (Santiago, Chile, 8 de enero de 1984) es un exfutbolista chileno que se desempeñaba como defensa lateral y su juego tenía proyecciones de ataque.

## Trayectoria

### Audax Italiano
Su llegada a Audax Italiano ocurrió en 1993 a sus 9 años de edad. Tras ascender al primer equipo en 2004, permaneció en el club audino hasta la temporada 2010 cuando tenía 26 años. Su buen rendimiento bajo el entrenador Raúl Toro Fuenzalida durante las temporadas de 2006 y 2007 donde ganaron la fase regular del Torneo Clausura 2007 y tuvo participaciones en 3 torneos internacionales los años 2007 y 2008, hicieron de un gran valor sus servicios como lateral derecho. Luego de 2008, el declive que comenzó a tener Audax en el concierto nacional fue eclipsando su juego vistoso y proyecciones alcanzadas en el equipo de Toro, quien fue despedido en noviembre de ese año. Tras su buen juego en la breve revalorización de Audax en el Campeonato anual de 2010 (3.º), su contrato venció en diciembre de 2010, sin ser renovado.

### Gimnasia y Esgrima La Plata
Tras una notable campaña con Audax, en el año 2011, emigra a Gimnasia La Plata de Argentina.

### Colo-Colo
Refuerzo para el campeonato de clausura 2011 del D.T Américo Gallego, no logrando obtener regularidad.

### Deportes Iquique
Después de un año 2011 con poca continuidad, se le manda a Deportes Iquique en calidad de préstamo por la Temporada 2012.

### Regreso a Colo-Colo
Para el 2013 después de terminada la cesión en el cuadro nortino, regresa al cacique pedido por el técnico Omar Labruna que fue su dirigido cuando estuvo en la banca itálica.

### Regreso a Audax Italiano
Después de no ser tenido en cuenta por el técnico paraguayo, es enviado a préstamo a su casa, Audax Italiano por 1 año.

### Deportes Iquique
Después de un paso con poca continuidad en Audax Italiano vuelve a Colo Colo en donde el actual DT Héctor Tapia no lo tuvo en cuenta dado su poca continuidad en Audax Italiano. Es mandado a préstamo a Deportes Iquique por un año, y es la segunda vez del arribo del "loco" a Iquique, donde podrá demostrar nuevamente la calidad de jugador que fue en sus inicios y en su primer paso por los dragones celestes.

### Deportes Melipilla
El 5 de enero de 2017 se convierte en nuevo jugador de Deportes Melipilla, tras más de un año de inactividad.
En el año 2018 debutó en Primera B en Deportes Melipilla y se retiró del fútbol a finales de ese año.

## Selección nacional
Fue nominado por el técnico Nelson Acosta a la Selección Chilena en los amistosos previos a la Copa América 2007. Debutó en Viña del Mar el 7 de octubre de 2006 ante Perú. Jugó 5 partidos y quedó fuera de la nómina final que fue al torneo disputado en Venezuela.

### Partidos internacionales
| Partidos internacionales | Partidos internacionales | Partidos internacionales                        | Partidos internacionales | Partidos internacionales | Partidos internacionales | Partidos internacionales | Partidos internacionales | Partidos internacionales | Partidos internacionales |
| N.º                      | Fecha                    | Estadio                                         | Local                    | Resultado                | Visitante                | Goles                    | DT                       | Competición              |                          |
| ------------------------ | ------------------------ | ----------------------------------------------- | ------------------------ | ------------------------ | ------------------------ | ------------------------ | ------------------------ | ------------------------ | ------------------------ |
| 1                        | 7 de octubre de 2006     | Estadio Sausalito, Viña del Mar, Chile          | Chile                    | 3-2                      | Perú                     |                          | Nelson Acosta            | Copa del Pacífico 2006   |                          |
| 2                        | 28 de marzo de 2007      | Estadio Fiscal, Talca, Chile                    | Chile                    | 1-1                      | Costa Rica               |                          | Nelson Acosta            | Amistoso                 |                          |
| 3                        | 18 de abril de 2007      | Estadio Malvinas Argentinas, Mendoza, Argentina | Argentina                | 0-0                      | Chile                    |                          | Nelson Acosta            | Amistoso                 |                          |
| 4                        | 9 de mayo de 2007        | Estadio Rubén Marcos Peralta, Osorno, Chile     | Chile                    | 3-0                      | Cuba                     |                          | Nelson Acosta            | Amistoso                 |                          |
| 5                        | 5 de junio de 2007       | Estadio Sylvio Cator, Kingston, Haití           | Haití                    | 0-0                      | Chile                    |                          | Nelson Acosta            | Amistoso                 |                          |
| Total                    | Total                    | Total                                           | Presencias               | 5                        | Goles                    | 0                        |                          |                          |                          |

| Selección chilena | Selección chilena | Selección chilena |
| Año               | Partidos          | Goles             |
| ----------------- | ----------------- | ----------------- |
| 2006              | 1                 | 0                 |
| 2007              | 4                 | 0                 |
| Total             | 5                 | 0                 |

## Estadísticas

### Clubes
| Club                       | Div.          | Temporada     | Liga  | Liga  | Copas nacionales | Copas nacionales | Torneos internacionales | Torneos internacionales | Total | Total | Media goleadora |
| Club                       | Div.          | Temporada     | Part. | Goles | Part.            | Goles            | Part.                   | Goles                   | Part. | Goles | Media goleadora |
| -------------------------- | ------------- | ------------- | ----- | ----- | ---------------- | ---------------- | ----------------------- | ----------------------- | ----- | ----- | --------------- |
| Audax Italiano · Chile     | 1.ª           | 2004          | 31    | 2     | —                | —                | —                       | —                       | 31    | 2     | 0.06            |
| Audax Italiano · Chile     | 1.ª           | 2005          | 26    | 3     | —                | —                | —                       | —                       | 26    | 3     | 0.12            |
| Audax Italiano · Chile     | 1.ª           | 2006          | 43    | 5     | —                | —                | —                       | —                       | 43    | 5     | 0.12            |
| Audax Italiano · Chile     | 1.ª           | 2007          | 37    | 2     | —                | —                | 9                       | 0                       | 46    | 2     | 0.04            |
| Audax Italiano · Chile     | 1.ª           | 2008          | 36    | 0     | —                | —                | 8                       | 0                       | 44    | 0     | 0.00            |
| Audax Italiano · Chile     | 1.ª           | 2009          | 36    | 2     | —                | —                | —                       | —                       | 36    | 2     | 0.06            |
| Audax Italiano · Chile     | 1.ª           | 2010          | 36    | 7     | 1                | 0                | —                       | —                       | 37    | 7     | 0.19            |
| Gimnasia Argentina         | 1.ª           | 2010-11       | 10    | 0     | —                | —                | —                       | —                       | 10    | 0     | 0.00            |
| Gimnasia Argentina         | Total club    | Total club    | 10    | 0     | 0                | 0                | 0                       | 0                       | 10    | 0     | 0.00            |
| Colo-Colo · Chile          | 1.ª           | 2011          | 17    | 0     | 1                | 1                | —                       | —                       | 18    | 1     | 0.06            |
| Deportes Iquique · Chile   | 1.ª           | 2012          | 36    | 6     | 2                | 0                | 2                       | 0                       | 40    | 6     | 0.15            |
| Colo-Colo · Chile          | 1.ª           | 2013          | 3     | 0     | —                | —                | —                       | —                       | 3     | 0     | 0.00            |
| Colo-Colo · Chile          | Total club    | Total club    | 20    | 0     | 1                | 1                | 0                       | 0                       | 21    | 1     | 0.05            |
| Audax Italiano · Chile     | 1.ª           | 2013-14       | 14    | 1     | 5                | 0                | —                       | —                       | 19    | 1     | 0.05            |
| Audax Italiano · Chile     | Total club    | Total club    | 259   | 22    | 6                | 0                | 17                      | 0                       | 282   | 22    | 0.08            |
| Deportes Iquique · Chile   | 1.ª           | 2014-15       | 28    | 1     | —                | —                | 2                       | 0                       | 30    | 1     | 0.03            |
| Deportes Iquique · Chile   | Total club    | Total club    | 64    | 7     | 2                | 0                | 4                       | 0                       | 70    | 7     | 0.10            |
| Ñublense · Chile           | 2.ª           | 2015-16       | 24    | 3     | 2                | 0                | —                       | —                       | 26    | 3     | 0.12            |
| Ñublense · Chile           | Total club    | Total club    | 24    | 3     | 2                | 0                | 0                       | 0                       | 26    | 3     | 0.12            |
| Deportes Melipilla · Chile | 2.ª           | 2018          | 11    | 0     | 1                | 0                | —                       | —                       | 12    | 0     | 0.00            |
| Deportes Melipilla · Chile | Total club    | Total club    | 11    | 0     | 1                | 0                | 0                       | 0                       | 12    | 0     | 0.00            |
| Total carrera              | Total carrera | Total carrera | 388   | 32    | 12               | 1                | 21                      | 0                       | 421   | 33    | 0.08            |
| 1. 2. 3.                   |               |               |       |       |                  |                  |                         |                         |       |       |                 |

## Palmarés

### Distinciones individuales
| Distinción                                              | Año  |
| ------------------------------------------------------- | ---- |
| Parte del Equipo Ideal de la Revista "El Gráfico" Chile | 2007 |
| Parte del equipo de Ideal de la ANFP                    | 2010 |
| Parte del Equipo Ideal de la Revista "El Gráfico" Chile | 2010 |